# Tonio Kröger
Tonio Kröger  ist eine 1903 erschienene Novelle Thomas Manns, deren Titelheld, der unverkennbar autobiographische Züge trägt, zwischen Künstlertum und Bürgerlichkeit einen unüberbrückbaren Gegensatz sieht. Sie entstand in der Zeit vom Dezember 1900 bis zum November 1902.

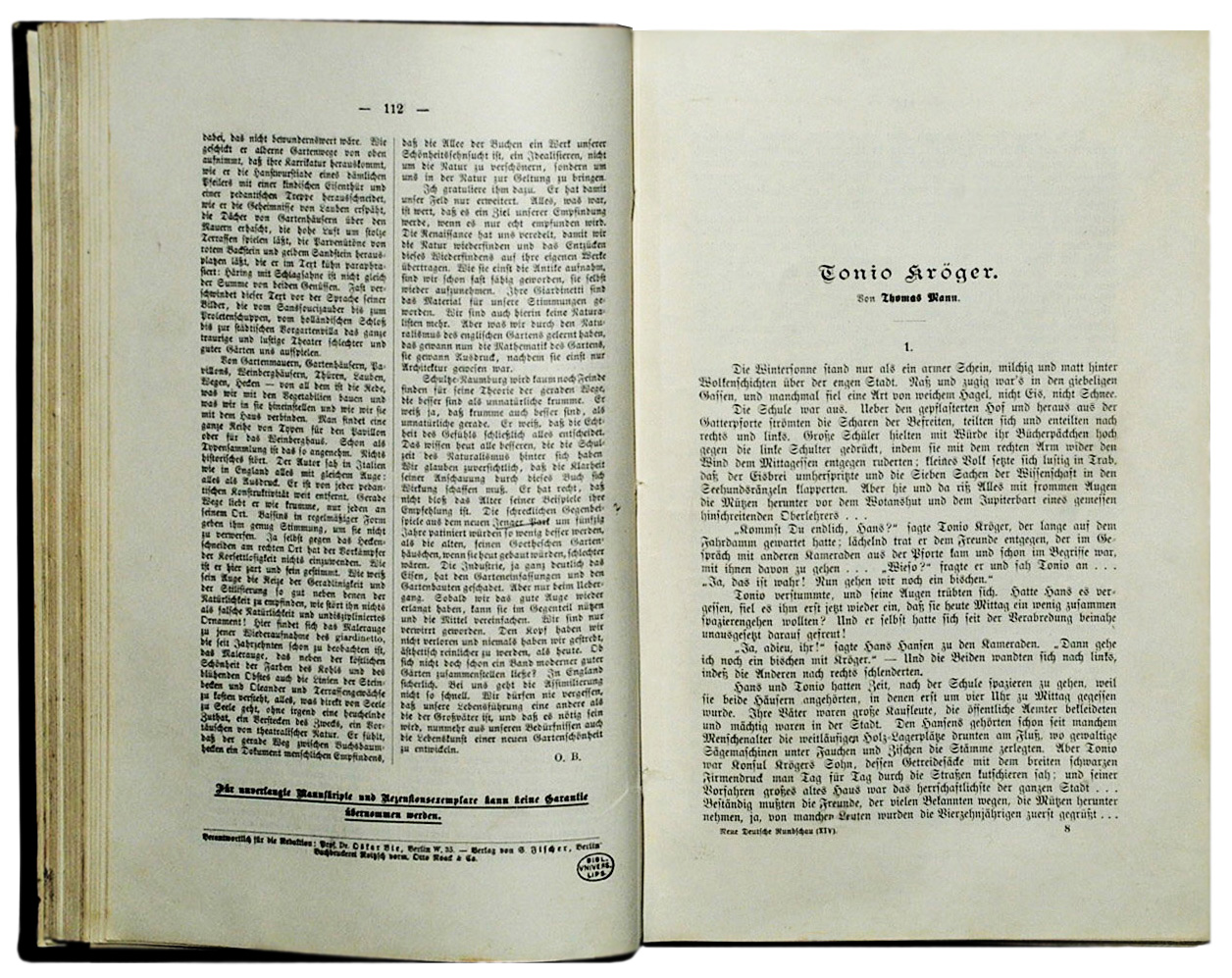
Erstdruck der Novelle (1903)

## Inhalt

### Erstes Kapitel
Tonio ist der Sohn des Getreidegroßhändlers Konsul Kröger und dessen schöner, südländischer Frau. Von ihr hat er die dunklen Augen und das südlich scharf geschnittene Gesicht. Von ihrem Bruder, seinem Onkel Antonio, stammt der landesfremde Vorname. Tonio Kröger lebt in einer alten, giebeligen Stadt an der Ostsee.
Den Vierzehnjährigen beeindruckt der blonde, blauäugige Hans Hansen, ein frischer, einfacher und auffallend hübscher Junge. Ihn liebt Tonio, und um seine Freundschaft und Zuneigung wirbt er. Dabei ist Hans Hansen in jeder Hinsicht das Gegenteil Tonio Krögers, nicht nur im Erscheinungsbild, auch in der Wesensart – ein Bastler und Sportler, der „Pferdebücher“ liebt. Tonio dagegen spielt Geige, führt ein Heft mit selbst geschriebenen Versen, ist ergriffen von einer Episode in Schillers Don Karlos und liegt in seiner Freizeit einsam am Strand und betrachtet die geheimnisvoll wechselnde Oberfläche des Meeres. Im Schulunterricht schweifen seine Gedanken ab, die persönlichen Schwächen der Lehrer durchschaut er und ihre schlechten Manieren stoßen ihn ab. Nach Hause bringt er die „erbärmlichsten Zensuren“. Unter den anderen Schülern fühlt sich Tonio fremd, die Lehrer lehnen ihn insgeheim ab. Hans Hansen jedoch achtet an Tonio eine gewisse Überlegenheit, die Fähigkeit, schwierige Dinge in Worte zu fassen.
Tonio beneidet Hans Hansen ein wenig wegen dessen Unkompliziertheit, die ihm so viel Sympathie bei anderen einträgt. Sein Freundschaftswerben wird von Hans Hansen zwar geduldet, doch mehr erreicht Tonio bei ihm nicht. Beide bleiben einander letztlich fremd, und Tonio leidet.

### Zweites Kapitel
Als Tanzlehrer kommt eigens der Ballettmeister François Knaak von Hamburg in Tonio Krögers enge Vaterstadt. Die Tanzstunde findet reihum in Privathäusern statt, ausschließlich für die Angehörigen der ersten Familien. Auch Tonio Kröger nimmt daran teil. Ihn verblüfft, wie sich dieser affektierte, selbstverliebte François Knaak, „dem sich der seidig schwarze Gehrock so wunderbar um die fetten Hüften schmiegt“, Wirkung verschafft. Bei seinen Unterweisungen spricht er mit Vorliebe Französisch „und keine Worte schildern, wie wunderbar er dabei den Nasallaut hervorbrachte“.
Der sechzehnjährige Tonio hat sich in die blonde, blauäugige Inge Holm verliebt. In der Tanzstunde wagt er aber nicht, sie anzusprechen, und die heitere, unbekümmerte Inge übersieht ihn.
Ihm wesensverwandt ist Magdalena Vermehren, die in der Tanzstunde oft hinfällt. Aus ihren großen, dunklen Augen blickt sie von weitem und mit gesenktem Kopf zu Tonio hinüber. Sie interessiert sich für seine Verse und hat ihn schon zweimal gebeten, sie ihr zu zeigen. Bei der Damenwahl geht sie auf ihn zu.
„Aber was sollte ihm das? Er, er liebte Inge Holm, die blonde, lustige Inge, die ihn sicher darum verachtete, dass er poetische Sachen schrieb.“ Und in Tonios Liebe mischte sich „eine neidische Sehnsucht, ein herber, drängender Schmerz, von ihr ausgeschlossen und ihr ewig fremd zu sein“.

### Drittes Kapitel
Der Vater stirbt, die Mutter heiratet einen Virtuosen mit italienischem Namen, dem sie in die Fremde folgt. Tonio verlässt seine Heimatstadt und zieht nach München, wo sich sein Verstand weiter schärft und er die Welt zu durchschauen und ihre Trivialität zu verspotten beginnt: „Was er aber sah, war dies: Komik und Elend – Komik und Elend.“
„Aber da sein Herz tot und ohne Liebe war, so geriet er in Abenteuer des Fleisches, stieg tief hinab in Wollust und heiße Schuld und litt unsäglich dabei. […] So kam es nun dahin, dass er, haltlos zwischen krassen Extremen, zwischen eisiger Geistigkeit und verzehrender Sinnenglut hin und her geworfen, unter Gewissensnöten ein erschöpfendes Leben führte, das er, Tonio Kröger, im Grunde verabscheute.“
In dieser Zeit reift seine Künstlerschaft, erste ungewöhnliche Werke entstehen und sein Name wird in der literarischen Öffentlichkeit zu einer Formel, die Vortrefflichkeit bezeichnet. Als Schaffender kann er sich von nun an akzeptieren, als Menschen jedoch achtet er sich für nichts. Das Kapitel schließt mit der Feststellung Tonio Krögers, „dass man gestorben sein muss, um ganz ein Schaffender zu sein“.

### Viertes Kapitel
„Aber was ist der Künstler?“ Tonio Kröger, inzwischen über Dreißig und berühmt, hat die befreundete Malerin Lisaweta Iwanowna in ihrem Atelier besucht und müht sich im Gespräch mit ihr, diese Frage zu beantworten. Es geht ihm um Selbstfindung.
Der Künstler Tonio Kröger weiß, dass Gefühl allein für künstlerische Gestaltung nicht reicht. Nur das kalkulierte, in „kalten Ekstasen“ erarbeitete Kunstwerk vermag beim Betrachter Emotionen auszulösen. „Jeder echte und aufrichtige Künstler lächelt über die Naivität“, man könne sich in der künstlerischen Produktion von seinen Emotionen leiten lassen und nicht von kalter Berechnung auf Wirkung. Kälte und Einsamkeit sonderten den Künstler von der Menschheit ab, der vollkommene Künstler sei ein verarmter Mensch. Er stelle das Menschliche dar, ohne am Menschlichen teilzuhaben. Das Leben in seiner verführerischen Banalität stehe „als ewiger Gegensatz“ dem Geiste und der Kunst gegenüber.
Und doch – er gesteht es Lisaweta Iwanowna – liebt Tonio Kröger das Leben! Er bekennt, dass er sich zum Harmlosen, Einfachen und Lebendigen hingezogen fühlt, bekennt eine „verstohlene und zehrende Sehnsucht nach den Wonnen der Gewöhnlichkeit“.

### Fünftes Kapitel
Tonio Kröger verabschiedet sich von Lisaweta Iwanowna. Er wolle verreisen, sich einmal auslüften. Es ziehe ihn in nördliche Sphären, nach Dänemark. Er lebt zu dieser Zeit in München. Nach Seeluft sei ihm und skandinavischer Küche, die ja seiner heimatlichen ganz ähnlich sei. Auch die Namen hätten den gleichen Klang wie zu Hause. Zum Beispiel „einen Laut wie ‚Ingeborg‘, ein Harfenschlag makelloser Poesie“. Und die tiefen, reinen und humoristischen Bücher, die dort geschrieben wurden, wolle er in ihrem Ursprungsland lesen.
Lisaweta Iwanowna durchschaut ihn. Auf ihre Frage gibt er zu, dass auch seine Heimatstadt auf seiner Reiseroute liege. „Ja, ich berühre meine – meinen Ausgangspunkt, Lisaweta, nach dreizehn Jahren, und das kann ziemlich komisch werden.“

### Sechstes Kapitel
Er ist in seiner Vaterstadt mit den schmalen Giebeln und spitzen Türmen angekommen. Würde ihn jemand erkennen? Nein, es kannte ihn keiner mehr. Der Stadtrundgang führt ihn an Inge Holms Haus vorbei. Am Lindenplatz bleibt er sinnend vor der hübschen Villa stehen, in der Hans Hansen zu Hause war. Als er sein ehemaliges Vaterhaus betritt, stellt er mit Verwunderung fest, dass eine Volksbibliothek hier eingerichtet worden ist. „Volksbibliothek? dachte Tonio Kröger, denn er fand, dass hier weder das Volk noch die Literatur etwas zu suchen hatten.“
An der Hotelrezeption hat Tonio Krögers reserviertes Benehmen Neugier erregt. Als er abreisen will, kommt es zu einem kuriosen Zwischenfall. Er muss einem Polizisten Rede und Antwort stehen. Man hält ihn für einen gesuchten Hochstapler und Betrüger, der auf der Flucht von München nach Kopenhagen ist. Tonio führt keinen Pass mit sich! In seiner Brieftasche liegen nur einige Geldscheine und der Korrekturabzug einer Novelle, die gerade im Druck ist. „Sehen Sie!“, sagte er. „Da steht mein Name. Ich habe dies geschrieben, und nun wird es veröffentlicht, verstehen Sie.“ Und tatsächlich wird diese Art der Legitimation akzeptiert, Tonio Kröger kann weiter reisen.

### Siebtes Kapitel
Tonio Kröger reist zu Schiff nach Kopenhagen.
„Die Ostsee!“ Er erlebt das Meer seiner Kindheit. Die Nacht verbringt er an Deck. Anfangs sieht er noch auf die stark bewegte See. Dann fällt er in Schlummer. „Und wenn der kalte Schaum in sein Gesicht spritzte, so war es ihm im Halbschlaf wie eine Liebkosung.“
In Kopenhagen erfasst ihn eine merkwürdige Stimmung: „Und allerwegen, indes er in verlangsamten, nachdenklichen Zügen die feuchte Seeluft atmete, sah er Augen, die so blau, Haare, so blond, Gesichter, die von eben der Art und Bildung waren, wie er sie in den seltsam wehen Träumen der Nacht geschaut, die er in seiner Vaterstadt verbracht hatte.“ Er reist weiter, sich seiner Intuition überlassend, zunächst mit dem Schiff nach Helsingör, von dort „noch drei Viertelstunden lang“ „zu Wagen“ nach Aalsgaard, wo er sich in einem kleinen Badehotel einmietet.

### Achtes Kapitel
Das stille Hotelleben wird unterbrochen, als eines Tages eine Schar von Ausflüglern eintrifft, unter ihnen ist ein junges blondes Paar, das in Tonio Kröger wehmütige Erinnerungen an Hans Hansen und Ingeborg Holm wachruft. Am Abend wiederholen sich Tonio Krögers einstige Tanzstundenerlebnisse unter veränderten Vorzeichen: Für die Ausflügler wird ein Ball veranstaltet, den ein eitler Festordner kommandiert, „er kommandierte, bei Gott, auf Französisch und brachte die Nasallaute auf unvergleichlich distinguierte Art hervor“. Tonio Kröger steht auf der nächtlichen Terrasse und beobachtet die, „die im Lichte tanzten“. „Und plötzlich erschütterte das Heimweh seine Brust mit einem solchen Schmerz, dass er unwillkürlich weiter ins Dunkel zurückwich, damit niemand das Zucken seines Gesichtes sähe.“
Hätte er doch so sein können wie Hans Hansen, denkt Tonio Kröger, „frei vom Fluch der Erkenntnis und der schöpferischen Qual leben, lieben und loben in seliger Gewöhnlichkeit! Noch einmal anfangen? Aber es hülfe nichts. Es würde wieder so werden, – alles würde wieder so kommen, wie es gekommen ist. Denn etliche gehen mit Notwendigkeit in die Irre, weil es einen rechten Weg für sie überhaupt nicht gibt.“ – „Ja, es war wie damals, und er war glücklich wie damals. Denn sein Herz lebte. Was aber war gewesen während all der Zeit, in der er das geworden, was er nun war? – Erstarrung; Öde; Eis; und Geist! Und Kunst!“

### Neuntes Kapitel
Das Schlusskapitel besteht aus einem Brief an Lisaweta Iwanowna, in dem Tonio Kröger ihr das Ergebnis seiner Innenschau und Selbstfindung mitteilt: „Ich stehe zwischen zwei Welten, bin in keiner daheim und habe es infolgedessen ein wenig schwer. Ihr Künstler nennt mich einen Bürger, und die Bürger sind versucht, mich zu verhaften ... ich weiß nicht, was von beiden mich bitterer kränkt. Die Bürger sind dumm; ihr Anbeter der Schönheit aber, die ihr mich phlegmatisch und ohne Sehnsucht heißt, solltet bedenken, dass es ein Künstlertum gibt, so tief, so von Anbeginn und Schicksals wegen, dass keine Sehnsucht ihm süßer und empfindenswerter erscheint als die Wonnen der Gewöhnlichkeit.“
Er ahnt eine große Laufbahn als Künstler, ahnt noch größeren Ruhm. „Was ich getan habe, ist nichts, nicht viel, so gut wie nichts. Ich werde Besseres machen, Lisaweta, – dies ist ein Versprechen.“ Wenn er die Augen schließe, sehe er ein Gewimmel von Schatten menschlicher Gestalten, die ihm winkten, dass er sie in sein Werk aufnehme, „sie banne und erlöse“. Ihnen sei er sehr zugetan. Aber – seine tiefste und verstohlenste Liebe gehöre den Blonden und Blauäugigen, den hellen Lebendigen, den Glücklichen, Liebenswürdigen und Gewöhnlichen.
„Schelten Sie diese Liebe nicht, Lisaweta; sie ist gut und fruchtbar. Sehnsucht ist darin und schwermütiger Neid und ein klein wenig Verachtung und eine ganze keusche Seligkeit.“

## Figuren

### Tonio Kröger
Tonio Kröger hat sich als Dichter in der literarischen Welt einen Namen gemacht. Künstlerisch hoch begabt und fähig, „in Gelassenheit etwas Ganzes zu schmieden“, ist er jedoch im Umgang mit anderen gehemmt. Dass ihm eine natürliche Unbefangenheit fehlt, erkennt er, wenn er sich mit denen vergleicht, „die den Geist nicht nötig haben“, die unkomplizierten, blauäugigen Blonden von ansprechendem Äußeren. Sie verkörpern für ihn eine solide und sympathische Mittelmäßigkeit. Zu ihnen fühlt sich der südländisch fremd wirkende Tonio Kröger hingezogen und bleibt doch allein.
Das Bewusstsein, ein Fremder und bloßer Zaungast zu sein, der sich vergebens um Freundschaft bemüht, ist es auch, was ihn am Don Carlos so berührt, dessen Lektüre er Hans Hansen erfolglos schmackhaft zu machen versucht: „Da ist zum Beispiel die Stelle Der König hat geweint?, wo der König geweint hat, weil er von dem Marquis betrogen ist [...] Aber man begreift es so gut, daß er geweint hat, und mir tut er eigentlich mehr leid als der Prinz und der Marquis zusammengenommen. Er ist immer so ganz allein und ohne Liebe, und nun glaubt er einen Menschen gefunden zu haben, und der verrät ihn ...“.
Für Thomas Mann und seinen Helden ist die Welt zweigeteilt in Geist und Natur, und das unüberbrückbar. Für den Geist steht in der Novelle die Literatur. Bürgerlichkeit meint Natur, Leben und Unbefangenheit, auch erotische Unbefangenheit. Tonio Kröger, ein Intellektueller, wird zum unfreiwilligen Außenseiter, da er mehr erkennt und durchschaut als andere.

### Hans Hansen und Ingeborg Holm
Als sie Tonio Kröger im Strandhotel wieder erscheinen, sind es nicht die beiden, „um die er vorzeiten Liebe gelitten hatte“, sondern Fremde, die Tonio Krögers Liebes-Ideal entsprechen. Der Text macht es später deutlich. „[…] Hans und Ingeborg. Sie waren es nicht so sehr vermöge einzelner Merkmale und der Ähnlichkeit der Kleidung, als Kraft der Gleichheit der Rasse und des Typus, dieser lichten, stahlblauäugigen und blondhaarigen Art, […]“. Sie sind Doppelgänger, wie auch der Festordner und eine junge Frau, die beim Tanzen hinfällt.
Die Begriffe „Rasse“ und „Typus“ spielen auf Nietzsches „Blonde Bestie“ an, bei dem sie für „die Antriebe zum Leben“ und für „alles, was noch stark und glücklich war“ stehen. „Die ‚Blonde Bestie‘ spukt auch in meiner Jugenddichtung, aber sie ist ihres bestialischen Charakters so ziemlich entkleidet, und übriggeblieben ist nichts als die Blondheit zusammen mit der Geistlosigkeit.“
Über seinen früh verstorbenen Mitschüler Armin Martens – das Vorbild für Hans Hansen – schreibt Thomas Mann in seinem Kondolenzbrief an dessen Schwester Ilse am 7. April 1906: „Du weißt, was er meiner ersten, frischesten, zartesten Empfindung gewesen ist“. Und am 19. März 1955, fünf Monate vor seinem Tod, antwortet Thomas Mann einem ehemaligen Klassenkameraden: „Ganz unbetont (wohl absichtlich) läuft in Deiner Aufzählung der Name Armin Martens mit unter, und doch hätte er eine rote Unterstreichung verdient. Denn den habe ich geliebt – er war tatsächlich meine erste Liebe, und eine zartere, selig-schmerzlichere war mir nie mehr beschieden. So etwas vergisst sich nicht, und gingen 70 inhaltsvolle Jahre darüber hin. Mag es lächerlich klingen, aber ich bewahre das Gedenken an diese Passion der Unschuld wie einen Schatz“. Schon in der Pubertät habe Armin Martens’ Charme erheblichen Schaden gelitten. „Aber ich habe ihm im „Tonio Kröger“ ein Denkmal gesetzt. […] Merkwürdig zu denken auch, dass die ganze Bestimmung dieses Menschenkindes darin bestand, ein Gefühl zu erwecken, das eines Tages zum bleibenden Gedicht werden sollte“.

### Lisaweta Iwanowna
Mit der Malerin Lisaweta Iwanowna (der Name verweist auf das zweite Mordopfer aus Dostojewskis Schuld und Sühne) ist Tonio Kröger befreundet. Ihr klagt er seinen Mangel an Lebensbegabung. Sie ist etwa gleichaltrig mit Tonio Kröger, ein wenig jenseits der Dreißig und mit schon leicht ergrautem Haar, das ein slawisch geformtes, „unendlich sympathisches Gesicht“ umrahmt.

Am Ende des vierten Kapitels, quasi als die Quintessenz auf seinen Monolog – Tonio Kröger lässt sie in dem Ateliergespräch kaum zu Wort kommen – nennt ihn Lisaweta Iwanowna einen Bürger auf Irrwegen, einen „verirrten Bürger“.
Diese Formel führt ihm sein eigentliches Naturell vor Augen und seine unterdrückte Selbstakzeptanz. Nach einigen Sekunden Stillschweigen greift Tonio Kröger nach Stock und Hut, verabschiedet sich und geht. Dass ihn Lisaweta Iwanowna durchschaut hat, kommentiert Tonio Kröger mit den Worten: „Ich bin erledigt.“ Erledigt durch das treffende Wort.

## Rezeption
Vaget (2001) meint: „Tonio Kröger ist keine völlig befriedigende, aber zweifellos eine bedeutende Erzählung“. 

## Adaptionen

### Verfilmung
- Tonio Kröger (1964), Regie: Rolf Thiele, mit Jean-Claude Brialy, Mathieu Carrière, Nadja Tiller, Walter Giller, Werner Hinz, Theo Lingen, Günther Lüders u. a. – Filmmusik von Rolf A. Wilhelm.

### Theater
Im Jahr 2000 wurde die Erzählung von Matthias Buck und Kay Link für das Theater bearbeitet. Die Autoren wählten für ihre Fassung Elemente des Erzähltheaters, um die Prosa nicht in Dialoge pressen zu müssen und die Mannsche Sprache nicht zu beschädigen.
Am 16. November erfolgte am Thalia Theater Halle die szenische Uraufführung von Tonio Kröger in der Regie von Kay Link und der Ausstattung des Künstlers Thomas Locher.

### Hörspiel
Im Jahr 2017 erschien ein gleichnamiges Hörspiel unter der Regie von Leonhard Koppelmann, basierend auf der Hörspielbearbeitung von Heinz Sommer.

### Drucke
- Erstdruck: Neue Deutsche Rundschau Februar 1903, Jg. 14, Heft 2, Seite 113–151 (Digitalisat)
- Erste Buchausgabe: S. Fischer, Berlin 1913, 122 Seiten
- Thomas Mann: Die Erzählungen. S. Fischer Verlag, ISBN 3-10-048514-9
- Thomas Mann: Frühe Erzählungen 1893–1912. Text, S. Fischer Verlag, ISBN 978-3-10-048313-3
- Thomas Mann: Tonio Kröger / Mario und der Zauberer. S. Fischer Verlag, ISBN 978-3-596-21381-8

### Sekundärliteratur
- Dirk Jürgens: Tonio Kröger / Mario und der Zauberer. Oldenbourg-Interpretationen, Bd. 116, Oldenbourg-Verlag, München 2013, ISBN 978-3-637-01550-0.
- Hermann Kurzke: Interpretation. Thomas Mann: Tonio Kröger. Reclam-Verlag, Stuttgart 2009, ISBN 3-15-950025-X.
- Peter Paintner: Erläuterungen zu „Tristan“, „Tonio Kröger“, „Mario und der Zauberer“. Bange, Hollfeld 1984, ISBN 3-8044-0307-7.
- Werner Bellmann: Thomas Mann: „Tonio Kröger“. Erläuterungen und Dokumente. Durchges. und ergänzte Ausgabe. Reclam, Stuttgart 1998, ISBN 3-15-008163-7.
- Hans R. Vaget: Tonio Kröger. In: Helmut Koopmann (Hrsg.): Thomas-Mann-Handbuch. Kröner, Stuttgart 2001, ISBN 3-520-82803-0, S. 564–568.
- Tobias Kurwinkel: Apollinisches Außenseitertum. Konfigurationen von Thomas Manns „Grundmotiv“ in Erzähltexten und Filmadaptionen des Frühwerks. Mit einem unveröffentlichten Brief von Golo Mann zur Entstehung der Filmadaption „Der kleine Herr Friedemann“. Königshausen & Neumann, Würzburg 2012, ISBN 978-3-82604624-7.
- Wilhelm Große: Thomas Mann: Tonio Kröger/Mario und der Zauberer. Königs Erläuterungen: Textanalyse und Interpretation (Bd. 288). C. Bange Verlag, Hollfeld 2011, ISBN 978-3-8044-1920-9.
- Malte Herwig, Hans R. Vaget: Frühe Erzählungen 1893–1912 – Kommentar. S. Fischer, Frankfurt a. M. 2004, ISBN 978-3-10-048314-0.
- Marcel Reich-Ranicki: Eine Jahrhunderterzählung: „Tonio Kröger“. In: Thomas Mann und die Seinen, DVA, Stuttgart 1987, ISBN 3-421-06364-8.

Der Wikipedia-Artikel Tonio Kröger ist in die Bibliographie „Thomas-Mann-Leser und -Forscher“ der FU Berlin aufgenommen.

### Hörbuch
- Thomas Mann: Tonio Kröger. 3 CDs, Der HÖR Verlag, ISBN 3-89584-370-9